# Constel·lacions familiars
Constel·lacions familiars és una tècnica pseudocientífica utilitzada en teràpia sistèmica familiar, creada i desenvolupada per Bert Hellinger. L'apliquen alguns psicòlegs, psiquiatres i psicoterapeutes, però les investigacions científiques, quantitatives i qualitatives, no han trobat resultats concloents respecte a la seva efectivitat. Això també va associat a mancances metodològiques i teòriques, a més d'evidenciar-se conflictes en la relació amb la Psicologia i Psicoteràpia. És a dir, no té cap base empírica ni estudi científic respecte a la seva efectivitat terapèutica. L'objectiu és curar les ferides psicològiques existents en les famílies, enteses com un sistema en què tots els seus membres estarien relacionats.
Hellinger va estudiar les formes inconscients en què cada individu estaria unit a la seva família, i com determinats comportaments i tendències psicològiques es repetirien generació rere generació. Va crear un mètode o procediment per restablir l'ordre natural del sistema familiar, curant així les «ferides» d'aquest.
Segons la seva visió, la nostra història familiar afecta profundament la nostra personalitat, el nostre comportament i les nostres relacions. A més, modela els nostres valors, actituds i creences sobre nosaltres mateixos, els altres i la nostra vida.

## Característiques
Una constel·lació familiar es realitza quan una persona vol solucionar o guarir un tema específic de la seva vida.
Es reuneix un grup de persones amb distintes inquietuds i dilemes a resoldre, o persones que simplement volen observar o representar a altres en una constel·lació, i es crea un cercle en el qual es duran a terme les constel·lacions d'aquells que ho sol·liciten.
Aquesta persona pot exposar o no el seu problema davant del grup: la dinàmica oculta que es tracta començarà a funcionar igualment, si l'assumpte i la persona estan preparats. Moltes vegades, consisteixen en assumptes desconeguts fins i tot per a la mateixa persona que constel·la. La persona triarà diferents membres del grup, que representaran les persones que formen la seva estructura familiar, ell inclòs. A continuació, els col·loca en el centre de la sala. Altres vegades, això ho fa el «facilitador» de la constel·lació, inclús sense dir a ningú qui és qui. Un cop fet això, la constel·lació «cobraria vida»: els representants començarien a sentir les emocions, les pors i els desitjos de les persones a les quals representen.
No hi ha cap dada objectiva científica reconeguda sobre quins mecanismes possibilitarien aquesta suposada comunicació o «connexió» de sentiments en el sistema que es tracta. Més encara, quan tots els subjectes representats estan absents, excepte la persona a qui s'està constel·lant. Assumint que les persones que representen els respectius rols no tinguin cap relació prèvia amb les representades, seria la prova que qualsevol persona que ocupa el «lloc» del representat, actuaria de la mateixa manera.
Amb aquest mètode emergiria l'origen del desordre i es manifestaria la veritable dinàmica interna de la família, portant-la a la consciència de la persona. El «facilitador» guia les persones fins a una solució final en què cadascú pren la responsabilitat que li correspon i torna el que ha pres d'altres sobre si (dolor, culpa).